# 波照間海運

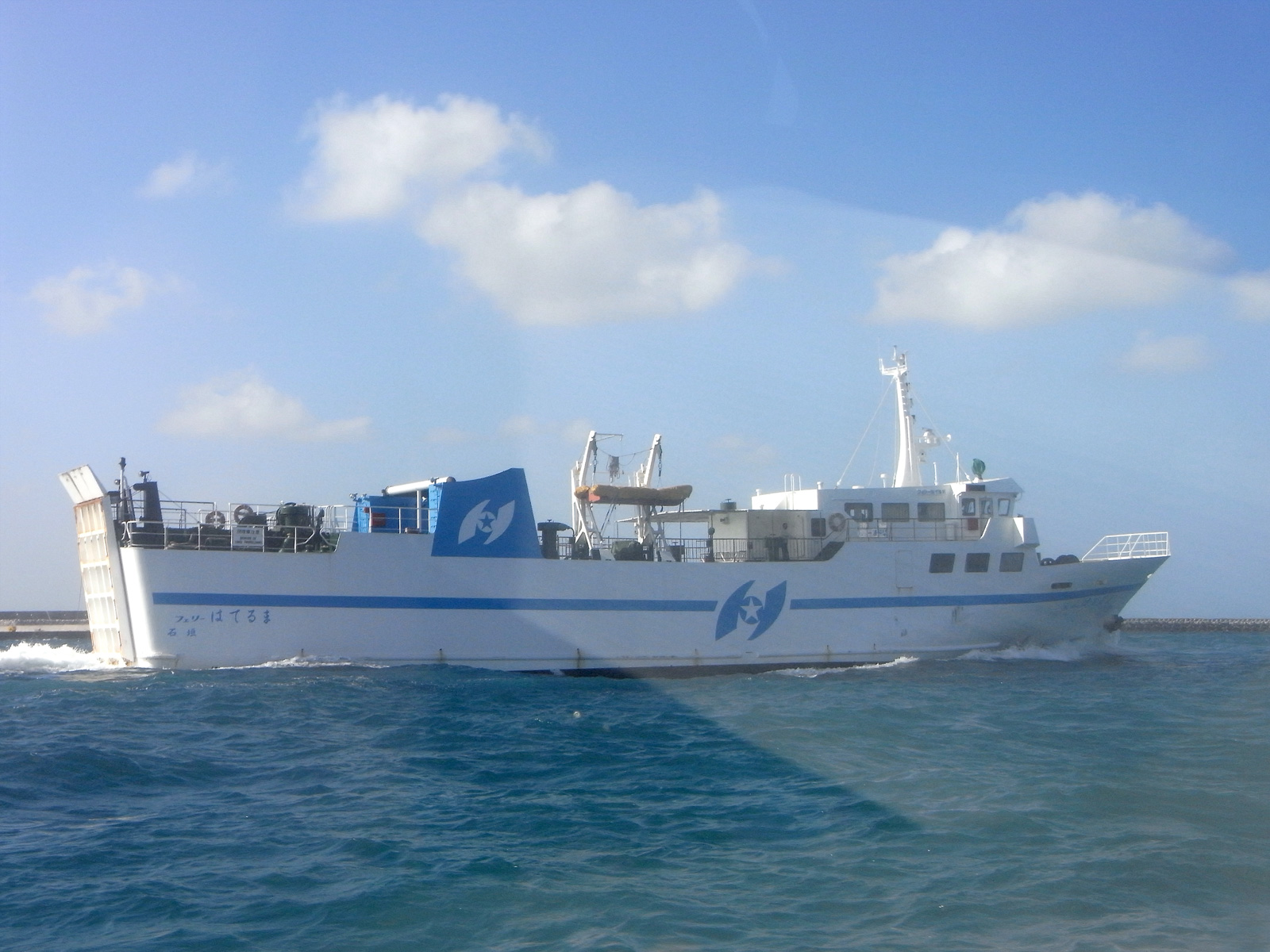
フェリーはてるま

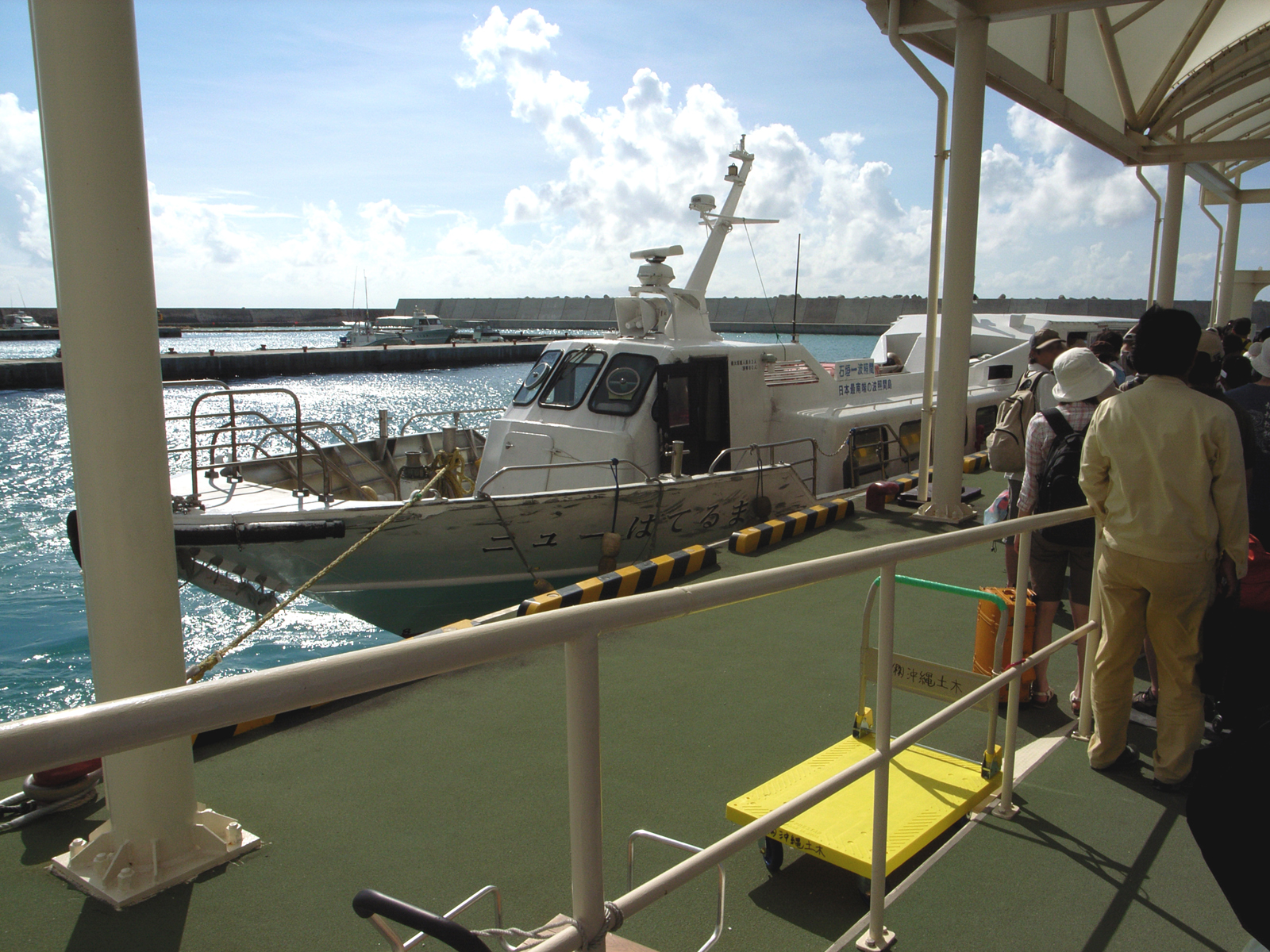
ニューはてるま

合資会社波照間海運（はてるまかいうん）は、かつて石垣島と波照間島の間で旅客船（高速船）・貨客船（フェリー）を運航していた日本の海運会社。沖縄県石垣市八島町に本社を置いていた。
2011年12月11日から全便運休し、12月24日から貨客船（フェリー）の「フェリーはてるま」のみ運航を再開したが、2012年6月より再び運休した。なお、波照間航路では他に安栄観光が旅客船及び貨客船を運航していたが、安栄観光は「フェリーはてるま」の運休後の2012年7月に同船舶を購入し、同年10月6日から運航を再開している。

## 沿革
- 1972年（昭和47年）12月 - 合資会社波照間海運設立。個人事業者から航路を承継し、波照間航路の運航を開始[5][6]。
- 1973年（昭和48年）10月 - 貨客船「第八新栄丸」就航。当時の航路は、西表島と小浜島及び新城島の間（ヨナラ水道等）を通っていた[5]。
- 1990年（平成2年）6月1日 - 貨客船「フェリーはてるま」就航[5][6]。
- 1996年（平成8年）5月 - 旅客船「ニューはてるま」就航[5][6]。
- 2010年（平成22年）8月22日 - 旅客船「ぱいぱてぃろーま」就航。
- 2011年（平成23年）
  - 12月11日 - 運休。
  - 12月24日 - 貨客船「フェリーはてるま」の運航を再開（旅客船は引き続き運休）。
- 2012年（平成24年）
  - 5月24日 - 旅客船を運休していたこと等に対し、沖縄総合事務局より船舶運航計画に定める運航を怠ったとして「船舶運航確保命令」の行政処分を受ける[2][7]。
  - 6月 - 貨客船「フェリーはてるま」の運航を停止[2]。

## 航路
旅客船航路
- 石垣港 - 波照間港
2011年12月11日から運休。運休前は1日3往復が運航されていた。

貨客船（フェリー）航路
- 石垣港 - 波照間港
かつては火・木・土曜の運航であった。2010年8月30日より一時期の間は月-土曜日に運航していたが、運休直前は火・木・土曜の運航となっていた[8]。夏期と冬期で波照間発の時刻が変更された。
2011年12月11日から運休。12月24日より臨時に火・木・土曜の運航を再開した[8]が、翌年6月に運休した[2]。

### 運休
石垣-波照間では、従来、波照間海運のみが定期航路を運航していた（安栄観光も旅客船・貨客船を運航していたが、不定期運航扱いであった）ため、離島航路補助制度による補助を受けてきた。しかし、安栄観光が波照間航路について一般旅客定期航路事業の許可を取得し、2011年1月1日から定期運航を開始したため、波照間航路は同制度の対象から外れることとなった。
波照間海運は、補助を受けられなくなったことや、燃料費の高騰などを理由に、2011年12月11日より、旅客船、貨客船（フェリー）の全便を運休した。しかし、住民の要望を受け、12月24日から臨時に貨客船（フェリー）のみ運航を再開したが、6月より貨客船（フェリー）も運休し、石垣港離島ターミナルの事務所を撤去した。

## 船舶

### 航路運休時点の船舶
- ぱいぱてぃろーま（総トン数 85t、旅客定員 120名、航海速力 30ノット[1][9]）※旅客船
三保造船所（大阪）建造の双胴船。2010年7月31日進水、8月22日就航[5][10]。沖縄県離島海運振興株式会社が建造し、波照間海運はリースを受けていた。船名は波照間小学校・中学校の児童・生徒からの公募で決められたもので、波照間島の南にあるとされた伝説上の島「南波照間島」（ぱいぱてぃろーま）に因む[10]。特徴的な黄色い船体で、左舷と右舷でデザインが異なっていた[5][11]。運休に伴い、同船はメーカーに返却された[12]。
しかし、三保造船所（大阪市港区築港）が負債総額約2億円を以って、2013年3月8日に事業を停止し、同年4月26日大阪地裁において破産手続きの開始決定を受けた[13]ことにより売船され、現在は、神戸-関空ベイ・シャトルの予備船「かぜ」として就役している。
- フェリーはてるま（総トン数 194t、定員 130名・トラック 3台・乗用車 8台、航海速力 14ノット）※貨客船
1990年2月進水。1990年6月1日就航[5]。運休後、安栄観光が購入して波照間航路に入っている[3]。
石垣-与那国航路を運航する福山海運と協力関係にあり、同社の「フェリーよなくに」とはドック入り際のに互いに代航に入っていた。
- ニューはてるま（総トン数 19t、旅客定員 80名、航海速力 32ノット）※旅客船
1996年5月就航。新造高速船ぱいぱてぃろーまの就航に伴い2010年8月をもって定期運用から離脱[5]。船繰りの都合でぱいぱてぃろーまの代船として運用に入ることがあった。

### かつて就航していた船舶
- 第八新栄丸（総トン数 115t、定員 65名、長さ 32m、幅員 6m）※貨客船
1973年10月就航。1990年5月、老朽化のため退役[5]。